# Nicko Sensoli
Nicko Sensoli, né le 14 juin 2005 à Saint-Marin, est un footballeur international saint-marinais qui évolue au poste de milieu offensif au SP Tre Fiori.

## Biographie

### Carrière en club
Nicko Sensoli est formé à la San Marino Academy, dont l'équipe première évolue en championnat de Saint-Marin,,.
En décembre 2023, il est prêté au FC Sangiuliano City en championnat d'Italie de quatrième division pour le reste de la saison 2023-24,,.

### Carrière en sélection
Sensoli est international saint-marinais en équipes de jeune puis avec l'équipe espoirs.
En janvier 2024, Sensoli est convoqué pour la première fois avec l'équipe senior de Saint-Marin,. Il honore sa première sélection le 20 mars 2024,,. 
Le 5 septembre de la même année, il inscrit l'unique but d'une victoire 1-0 à domicile en Ligue des nations, contre le Liechtenstein, exploit à l'écho mondial,,,,,,,,,,,,,.
Sensoli s'inscrit ainsi directement dans l'histoire sportive de son pays,,,,, auquel il offre la deuxième victoire de son histoire, et la première en compétition officielle,,,, 20 ans après l'avoir emporté en match amical contre le même adversaire,,,. Sensoli n'était alors pas encore né,.